# عمرو بن المنتفق
عمرو بن المنتفق هو عمرو بن معاوية بن المنتفق بن عامر بن عقيل بن كعب بن ربيعة بن عامر بن صعصعة. العقيلي العامري. قائد مسلم أدرك عصر النبوة.
قاد الصوائف (الحملات الصيفية) في عهد معاوية بن أبي سفيان، وولاه معاوية أرمينية، وأذربيجان، ثم ولاه الأهواز، ثم غضب عليه ونفاه.
عُرف بأنه فضل الخيل على ما سواها من الغنائم في الإسلام حيث قال:
قُتل ابنه زياداً في معركة مرج راهط سنة أربع وستين (حوالي 684م).